# Fuchsia magdalenae
Fuchsia magdalenae är en dunörtsväxtart som beskrevs av Philip Alexander Munz. Fuchsia magdalenae ingår i släktet fuchsior, och familjen dunörtsväxter. Inga underarter finns listade i Catalogue of Life.